# グリーンゴブリン
グリーンゴブリン（Green Goblin）は、マーベル・コミック刊行のアメリカン・コミックス『スパイダーマン』などに登場する架空の犯罪者（スーパーヴィラン）。中黒を付けてグリーン・ゴブリンとも表記される。
コミックジャーナリストのマイク・コンロイは、「長年にわたってスパイダーマンを悩ませてきたヴィランの中で、最も率直で恐ろしいのはグリーンゴブリンです。」と評した。グリーンゴブリンは、映画、テレビアニメシリーズ、ビデオゲームなど、長年にわたってスパイダーマンの多数のメディアに登場してきた。

## 概要
緑色のゴブリンのようなコスチューム（戦闘用コスチューム）で身を包んだスーパーヴィランで、スパイダーマンの宿敵。初登場は『アメイジング・スパイダーマン（The Amazing Spider-Man）』第14号（1964年7月）。
武器はマシンガン付きの無人機である蝙蝠型の飛行メカで機関砲やミサイルなどの武装も搭載しているグライダーに乗り、幻覚ガスやカボチャ（ジャック・オー・ランタン）型の爆弾で手榴弾や幻覚ガスなどの化学剤を噴き出すタイプもあるパンプキン・ボムやコウモリを模した手裏剣レイザーバットなど。薬品で知能・筋肉・運動神経などが強化されているが、副作用によって精神が蝕まれている。

### ノーマン・オズボーン
初代グリーンゴブリン。巨大軍需企業「オズコープ（Oscorp）」の社長であるノーマンは、解雇した科学者が残したメモから肉体と知能を強化させる算法を発見し、それを基に血清を開発する。しかし、血清は突然爆発を起こし、ノーマンは顔から血清を浴びてしまう。それによって超人的な身体能力と知力を得るが、副作用で精神が蝕まれ、手に入れた力で史上最強の犯罪者になれると考え始める。自ら開発したコスチュームと装備品を身に着けてグリーンゴブリンとなり、スパイダーマンを倒せば犯罪者たちの間で尊敬されると考え戦いを挑んでいく。
スパイダーマンの正体がピーター・パーカーだと知ると、彼の恋人のグウェン・ステイシーを誘拐してジョージ・ワシントン・ブリッジから突き落とし、殺害することに成功する。しかし、復讐を期すスパイダーマンの猛攻に圧倒された挙句、回避されたグライダーによる奇襲攻撃が直撃して死亡する。
後に血清の効力によって蘇生し、『シークレット・インベージョン』ではS.H.I.E.L.D.の長官となる。アイアンマンのスーツやアベンジャーズタワーを我が物としてアイアンパトリオットを名乗り、スーパーヴィランたちにスーパーヒーローの偽物を演じさせて「ダークアベンジャーズ」を組織する。

### ハリー・オズボーン
二代目グリーンゴブリン。ノーマン・オズボーンの息子であり、ピーター・パーカーの親友。父の仇であるスパイダーマンの正体が親友のピーターであることを偶然知ってしまい、復讐を果たすべくグリーンゴブリン（二代目グリーンゴブリン）となる。
仇であるスパイダーマンの命を狙って何度も戦ったが、トゥームストーンを相手にスパイダーマンと共闘したこともあった。

### バート・ハミルトン
三代目グリーンゴブリン。

### フィル・ユーリック（フィリップ・ベンジャミン・"フィル"・ユーリック）
後に、八代目ホブゴブリンを務める人物。
四代目グリーンゴブリン。

### 不明
五代目グリーンゴブリン。

## 実写映画版

### サム・ライミ作品
サム・ライミが監督したスパイダーマン三部作では、ウィレム・デフォーがノーマン・ヴァージル・オズボーン / グリーン・ゴブリン（Norman Virgil Osborn / Green Goblin）を演じ、山路和弘が日本語吹替を担当した。このバージョンのノーマン/グリーン・ゴブリンは、『マーベル・シネマティック・ユニバース』の『スパイダーマン:ノー・ウェイ・ホーム』にも登場した。

#### キャラクター像
“アース96283”のノーマン・オズボーン / グリーン・ゴブリン。ゴブリンに肉体と意識を乗っ取られている間、元来の人格であるノーマンの記憶は無くなる。
ノーマン・オズボーン
ハリー・オズボーンの父親である権威高い科学者。軍需産業“オズコープ社”を自ら立ち上げたCEOでもあった。趣味は世界各国の仮面のコレクションで、オズボーン邸の自室の内壁に多数飾っている。また、オットー・オクタビアス/ドクター・オクトパスとは面識があった。
会社の重役や軍の幹部らからも煙たがられるほど野心家でプライドは高いが、普段は一人息子のハリーを溺愛し、科学好きのピーターに対しても家族同然の様に接するなど、厳格ながらも心優しい父親だった。しかし、グリーン・ゴブリンの人格が自身の内側に誕生すると、時折表出して身体を乗っ取ったり、自身に語りかけてくるゴブリンの人格に恐怖して情緒不安定になるという臆病な振る舞いも見せる。
グリーン・ゴブリン
ノーマンがプロクロルペラジンと共に投与した“身体能力増強薬”の副作用で彼の内側に誕生した別人格。その命名者は、“デイリー・ビューグル”編集長のJ・ジョナ・ジェイムソン。しきりに高笑いし、マザー・グースの手遊び歌の替え歌を口ずさむ仕草も見せ、極めて凶暴かつ残忍にして、狡猾で邪悪な文字通りのスーパーヴィランだが、その傍ら、頭に乗りやすい側面もある。

#### 能力
投与された身体能力増強薬の作用によって、反射神経や俊敏性、壁を粉砕するほどの腕力などの超人的な身体能力や、一滴だけの血液が若干離れた床に落ちた音も聞き取れるほどの聴力を有している。
ノーマン
オズコープ社を立ち上げて発展させた企業経営者としての手腕や、微小工学論を提唱した実績と、身体能力増強薬による人体実験の技術開発を自ら進める科学者としての高度な知識を有する。
ゴブリン
一発で敵を数メートル後方に突き飛ばすアッパーカットと跳び蹴りといった格闘技の数々によってノーマンの強化された肉体を活かした肉弾戦を披露し、後述のツール各種を使いこなす器用さを持ち合わせている。そして、相手の人心を掌握しようと口車に乗せたり、火災現場で被災者を装ってスパイダーマンを誘い込むなど、策謀や心理戦にも長ける。

#### ツール
グリーン・ゴブリン・スーツ（Green Goblin Armor）
グリーン・ゴブリンが悪事を働く際に装着する、メタリックグリーンの基調色と表面のパープルのグラデーションが特徴の戦闘用スーツ。オズコープが開発した細身のパワードスーツと、ノーマン/ゴブリンが作り上げたゴブリンの叫び顔を模したヘルメットで構成される。
スーツ本体の両前腕から麻酔ガスの放出とワイヤーロープの伸長、左前腕に搭載されたグライダーの遠隔操作用リモコンなど、多彩な武装が備わっている。ヘルメットのレンズ部分はシャッター機能を有している。
“アース616”に転移した際には、アレクサンダー・ハミルトン橋の爆破後に一時的に戻ったノーマンが、脅迫と非難をぶつけてくるゴブリンへの抵抗としてヘルメットを落ちていた石で打ちつけて破壊。その後、紫のパーカーを羽織り、激戦で破損して残ったフード周りをゴブリンがポンチョのように被るようになる。
アップグレード・スーツ
アース616のピーター・パーカー/スパイダーマン（ピーター1）との初戦でダメージを負ったスーツをグライダーのパーツなどを用い継接ぎ改修したもの。胸部、両肩、両二の腕、両大腿部、両膝、両脛にはプロテクターを取り付け、左ガントレットには3つの弾丸と格納式ダブルブレードを、右手ガントレットには2つの弾薬を装備し、左腰のパンプキン・ボム収納用のサッチェルバッグと右腰のポーチが付属するベルトなどが追加され、ヘルメットの代わりに前述のフード周りとゴーグルをあてがうようになった。
パンプキン・ボム（Pumpkin bombs）
ジャック・オー・ランタンを模した、メタリックオレンジの外装と緑色の発光が特徴の手投弾。グリーン・ゴブリンのメインウェポンとして駆使され、高い破壊力を誇る爆弾や、浴びた人間を瞬時に白骨化させる光を放つ閃光手榴弾、コウモリを模した回転4枚刃の追尾機能付き手裏剣“レイザーバット（Razor Bat）”の3種類が存在し、各々ボタンを押して起動させ投げ込むことで外装が分解して効果を発揮する。
ゴブリン・グライダー（Goblin Glider）
オズコープが開発したコウモリ型の戦闘用小型航空機。後部と両翼裏側のエンジン噴射によりパイロット一人を直立させた状態で搭乗させ、両翼の角度を変えることで空中を高速で飛び回れる優れた安定性や水平滑降、遠隔操作も可能など高い基本性能を有し、小型ミサイル発射機と両翼付け根の2連装マシンガン、機首から伸長する2本のエッジで武装している。機首のコウモリの両目に見立てたパーツは、パンプキン・ボムの格納スペースとなっている。
グリーン・ゴブリンの移動手段兼武器として運用され、ピーター/スパイダーマンとの初戦では、彼によって中央部に穴を開けられ、内部コードを引き抜かれたことで故障したが、後に修復されて再びゴブリンが使用したが、彼の最期のきっかけを生んでしまう。
アース616に転移した際には、ハイウェイ爆破後に一時的に戻ったノーマンによって路地裏にシートを被せて隠されたが、ゴブリンの再表出後に遠隔操作されてメイ・パーカーに体当たり攻撃を見舞い、絶命に至らせた。そしてスーツと同様にアップグレードされ、両翼の縁は機体を回転させることでオクタビアスの人工アームも切断できるほどの切れ味を誇るようになったが、ピーター1が逆利用したパンプキン・ボムの爆風で撃墜され、一時は彼にゴブリンを殺害するための凶器として用いられる。

この他にもトライデントのような武器も1度だけだが使用している。
なお、アース616に転移したゴブリンが、ツールを修復・調達した方法は不明だが劇中のSNSで軍事施設を襲撃したらしいことが語られている。

#### 各作品における描写
『スパイダーマン』
本作でシリーズ初登場。
プライベートでハリーに父子として接し、ピーターとも交流を持ち始めていたノーマンだが、仕事においてはライバル企業の“クエスト社”との競争や重役たちに追い詰められていた事でストレスを抱えていた。そんな中、軍から「あと2週間以内に軍に提供する予定の身体能力増強薬が人体実験に成功しなければ、研究資金を打ち切り、クエスト社に全額支給する。」という圧力をかけられてしまい、会社を守る為に焦った彼は実験用の吸引式の身体能力増強薬を自ら実験台として服用。その結果、一時仮死状態となった末に、肉体強化に成功したものの、薬の副作用により誕生したグリーン・ゴブリンの人格に意識と肉体を乗っ取られ、実験に協力したストローム博士を殺害してしまい、オズコープで開発中だった戦闘用スーツとグライダーを盗み出した。
翌朝、邸宅で目覚めたノーマンは昨夜の一件を知らされて驚くが、会社の業績の回復の一環としてクエスト社の実験場のスペーススーツ破壊と契約を打ち切った将軍の爆殺、CEOを解雇されるとオズコープ社調和の祭典で自分を解雇した会社の役員の殺害、更には罪もない一般人や子どもにも手を出し始めたりと、ゴブリンの人格がノーマンの意思を無視して彼の私利私欲を満たそうとするばかりか無差別に人々を襲い、街を恐怖と混乱に陥れた。ゴブリンはそこへスパイダーマンとして現れたピーターに挑み苦しめるが、グライダーの動力部を破壊され、捨て台詞を吐きながら退散することになった。
後日ゴブリンは、自らの悪事を阻止しようとするスパイダーマンの居場所を求めてジェイムソンも襲撃し、スパイダーマン本人が現れると彼を捕獲して、「街のために戦っても嫌われる」などと揺さぶりつつ、「仲間にならないか？」と持ち掛けて立ち去り、数日後に自ら引き起こした火災現場のマンションで彼を誘き寄せるが、断られて逆上・反撃しつつも撤退。その直後にノーマンは、招かれたパーティーでスパイダーマンの正体がピーターであることに気付くと、ゴブリンから「死んでしまいたいと思う程の苦しみをピーターに与えろ。」と脅迫される。ピーターを傷付けたくないノーマンは「そんな事出来ない。」とゴブリンに抵抗したが、最終的にはゴブリンが再び肉体を乗っ取って、彼の叔母であるメイ・パーカーを襲い、更にはハリーからピーターが幼馴染であるMJ（メリー・ジェーン・ワトソン）に恋していると知らされるや、スパイダーマン=ピーターに連絡し、ジョージ・ワシントン・ブリッジに駆け付けた彼に、人質にしたMJと、偶然近くを運行していたゴンドラの乗客達のどちらかを救うかの二者択一を迫り、その両方を救おうとするピーターに攻撃を仕掛けるも、スパイダーマンに味方するニューヨーク市民の妨害に遭い、失敗に終わる。
その後、ピーターとの決闘に突入すると、一方的に叩きのめし止めをさそうとするが、MJに苦痛を与えて殺害するという発言でピーターを本気で怒らせてしまったことで形勢を大きく逆転されてしまい、ピーターに自身の正体を明かし、ノーマンの人格に戻ったフリをして油断させ、グライダーを使った騙し討ちを仕掛けようとするが、直前でピーターが騙し討ちを察知・回避した事で、自らがその餌食となってしまう。そして最期の最後で、本当にノーマンとしての自我を取り戻すと、ピーターに「ハリーには言うな。」と伝え残して絶命する。
ノーマンの遺体は、スパイダーマンによってオズボーン邸に運び込まれるが、その様子を目撃したハリーに「スパイダーマンが父を殺した」という誤解を与えてしまうこととなった。
『スパイダーマン2』
本作では、物語ラストにおいてオズボーン邸の鏡にゴブリンの人格で亡霊として現れ、ハリーにピーターへの復讐を唆すがそれを拒まれる。しかしハリーは、所持していた剣を鏡に向かって投げると鏡の向こう側に生前のゴブリンが使っていた武器庫を見つける。
『スパイダーマン3』
前作と同様、鏡の中にゴブリンの亡霊として現れ、ピーターとの戦闘に敗れ、記憶喪失になった息子の記憶とピーター/スパイダーマンへの復讐心も蘇らせた。そして以前ノーマンに語ったように、ハリーに対してピーターの心を攻撃しろと命じた。
『スパイダーマン:ノー・ウェイ・ホーム』
本作においては、ピーターの正体がスパイダーマンだと気づいた後のノーマン/ゴブリンがアース616に転移して来る形で登場する。持ち前の能力全般や、アーマーとグライダー、パンプキン・ボムなどの装備の数々は健在で、悪辣な手段を取り、ピーター1に罵言を幾度となく吹き込んで心身共に大きく苦しめる実質的なメインヴィランとして描写される。
アース616に到着したゴブリンは、ニューヨークのアレクサンダー・ハミルトン橋での騒動に介入して、辺り一帯を爆破し、その場に居合わせたピーター1とドクター・オクトパスに迫るが、2人がスティーヴン・ストレンジ/ドクター・ストレンジに連れ去られると、路地裏にてノーマンの人格に一時的に戻り、ゴブリンの象徴でもあるマスクを破壊。それから新たに服を手に入れて街を放浪する中、邸宅に別人が住んでいたことや、オズコープとハリーが存在しないこと、時代の違いなどから別の世界に来てしまったことを察し、“F.E.A.S.T.”の広告に出てるスパイダーマンを目にして、そこで出会ったメイとピーター1に自分が二重人格である事を明かし、助けを求める。
そして、ピーター1に連れられてストレンジが用意した地下室へ赴いたことで、彼のガールフレンドのMJ（ミシェル・ジョーンズ）や親友のネッド・リーズと出会い、加えて自身と同じアース96283から来たオクトパスやフリント・マルコ/サンドマン、別の世界から来たカート・コナーズ/リザードやマックス・ディロン/エレクトロとも邂逅すると、ストレンジに牢へ閉じ込められる。彼の判断でそのまま元の世界へ返されそうになるとピーター1に助けを乞うが、彼がストレンジを“ミラー次元”に放逐して、能力を治療することでスーパーヴィラン一同が迎える運命を回避できると考えると、ノーマンもこれに賛同し、協力を約束した。
そしてハッピー・ホーガンのコンドミニアムにてピーター1と共にオクトパスのアームの制御チップを開発し、彼を元のオクタビアスの人格へ戻すことに成功。続いて自身の中にいるゴブリンを駆除する為の解毒剤を作っていたが、この間密かに表出していたゴブリンに意識を再び乗っ取られてしまう。正体を表したゴブリンは、ピーター1に協力するオクタビアスに対し罵声を浴びせ、治療を受け入れようとするサンドマンとエレクトロに対して自分達が持つ能力は呪いではなく贈り物であり治療の必要がないこと、自分達は道徳的に縛られること無く自らの運命を決定できる「神」であると訴えかける。これに同調したエレクトロは、“アーク・リアクター"を奪って逃亡。近くにいたオクタビアスは彼から攻撃を受け、一時離脱。サンドマンやトラックの荷台で待機していたリザードまで、どさくさに紛れる形で逃亡してしまい、騒動の発端となったゴブリンはピーター1と肉弾戦を繰り広げた末、彼の目の前でメイの人格を罵りながら致命傷を負わせ、逃亡してしまう。
その後、アップグレードしたツールを装備して、他のスーパーヴィランと“スパイダーマンズ”が激戦を繰り広げる自由の女神像に乱入し、ストレンジが持っていた“マッキナ・ディ・カダヴァス”を破壊して時空を崩壊させ、転落したMJを救おうとしたピーター1を妨害・挑発して対峙。復讐心に取り憑かれたピーター1に一度は殺害直前にまで追い込まれるも、そこへ身を挺して割り込んで阻止したピーター2をブレードで貫くも殺害には至らず、なおもピーター1への挑発を続けるが、最後はピーター・パーカー/スパイダーマン（ピーター3）がパスしたピーター2製の血清をピーター1に打ち込まれた事でゴブリンの人格は完全に消え失せ、本来のノーマンに戻った。
別人格の行いとは言え、取り返しの付かない事をしてしまったノーマンは、これまでの悪事を深く後悔しながらストレンジの魔術によって元の世界へと帰還する。

### マーク・ウェブ作品
マーク・ウェブが監督した『アメイジング・スパイダーマン2』では、デイン・デハーンがハリー・オズボーン /グリーン・ゴブリンを演じ、石田彰が日本語吹替を担当した。
- 『アメイジング・スパイダーマン2』

演 - デイン・デハーン / 吹き替え - 石田彰
亡くなった父と同じ、不治の病に侵されて悩んでいたハリーは、スパイダーマンの血液があれば、病を治す事が出来ると考え、スパイダーマン＝ピーターに輸血の交渉をする。しかしピーターは以前、コナーズ博士が薬によって理性を失い、リザードとなって凶暴化してしまった経緯から、無闇に輸血するのは危険と判断し、断る。そんな中、ハリーはエレクトロ誕生の責任をなすりつけられる形でオズコープから追放されてしまう。これにより、闇堕ちしたハリーは、自分と同じく、オズコープから酷い扱いを受け、刑務所で非道な人体実験の実験台にされていたエレクトロを唆し、彼と共謀してオズコープを襲撃する。その後、秘密研究所に保管されていた血清を自らに注射するがピーターの予想通り、血清の毒素に全身を侵されてしまう。同所に保管されていたスーツの治癒機能により一命は取り留めるも、毒素によって顔は爛れ、狂気に染まったハリーは怪人“グリーン・ゴブリン”へと変貌。自分がこうなったのはスパイダーマンが蜘蛛の力を独り占めしたせいだと勝手に思い込んだハリーは、エレクトロを倒した直後のスパイダーマンに恨みを晴らすべく、偶然近くにいた彼の恋人であるグウェン・ステイシーに襲い掛かり、グウェンを死に追いやった。最終的にはスパイダーマンとの格闘の末、気絶。後日、刑務所に収監された。

## その他のメディアでの登場

### 原作漫画
- 『アルティメット スパイダーマン』

ノーマン・オズボーンはS.H.I.E.L.D.のスーパーソルジャー計画に参加し、超人血清を自社開発する「OZプロジェクト」を立ち上げるが、思うような結果を出せずにいた。そんな中、偶然自社で生み出した蜘蛛に噛まれたピーターがスパイダーマンとなる。業績に焦りがあったノーマンは自らを使ってピーターに起きた出来事を再現する人体実験を行うが失敗し、その結果として緑色の怪物「グリーンゴブリン」へと変貌してしまう。

### テレビアニメ
- 『スパイダーマン'1967』

声 - レン・カールソン / 吹き替え - 不明（東京12チャンネル版）、西村知道（独立局版）
赤色のコスチュームで登場。
- 『スパイダーマン'1981』

声 - ニール・ロス
この作品以降、紫色のコスチュームで登場。
- 『スパイダーマン&アメイジング・フレンズ'1981』

声 - デニース・マークス、ニール・ロス（ノーマン・オズボーン） / 吹き替え - 森田順平
- 『スパイダーマン'1994』

声 - ニール・ロス / 吹き替え - 森田順平
- 『スペクタキュラー・スパイダーマン』

声 - スティーヴン・ブルーム / 吹き替え - 千々和竜策
- 『アルティメット・スパイダーマン』

声 - スティーヴン・ウェバー / 吹き替え - 安井邦彦
正体はノーマン・オズボーン。傘下だったドクター・オクトパスに裏切られ、ピーター・パーカーの血液とシンビオートの混合物を投与されたことでグリーンゴブリンに変貌。その後、一時は元の姿に戻り、罪滅ぼしのためにアイアンマンによく似たアーマーを着用してアイアンパトリオットと名乗ってヒーロー活動をしていたが、アーマーを着用してパワーアップ（強化）したシニスター・シックスとの戦いでドクター・オクトパスに再び薬物を投与され、グリーンゴブリンに戻ってしまう。第3シーズン（シーズン3）第62話、第63話、第64話、第65話（第61話、第62話、第63話、第64話）「異次元のスパイダーマン パート1～パート4」ではスパイダー・ゴブリン（後述）と名乗っている。
マイルス・モラレス/スパイダーマン/キッド・アラクニッドの世界のグリーンゴブリン
声 - スティーヴン・ウェバー / 吹き替え - 藤原貴弘
第3シーズン（シーズン3）で初登場したマイルズ・モラレス（Miles Morales）の世界にいたグリーンゴブリン。本作の世界のグリーンゴブリンよりも大柄でパワーもあり、頭部の角や背中の羽、口からの炎などドラゴンを思わせる姿と能力を持つ。第4シーズン（シーズン4）ではドクター・オクトパスとヒドラによってピーター達の世界に召喚されるが、自分を手下にしようとした彼らを逆に圧倒し奪い取った次元移動装置の力で世界を破壊しようとしたため、マイルズによって装置を破壊され元の世界には戻れなくなってしまったが、その際にドクター・オクトパスとの「スパイダーマンを倒す」という利害が一致しシニスター・セブンの一員に加わることとなった。マイルスによれば正体はピーター・パーカーの世界と同様にノーマン・オズボーンとのこと。
- 『ディスク・ウォーズ:アベンジャーズ』

声 - 沼田祐介
- 『マーベル フューチャー・アベンジャーズ』

声 - 家中宏
- 『マーベル スパイダーマン』

声 - ジョシュ・キートン / 吹き替え - 花田光

### アニメ映画
- 『スパイダーマン:スパイダーバース』

声 - ヨーマ・タコンヌ / 吹き替え - 鶴岡聡
ウィルソン・フィスク/キングピンの手下として登場。キングピンと共謀して加速器を使って、異次元との扉を開く実験をしていたが、ピーター・パーカー/スパイダーマンによって加速器が誤作動し実験を阻止されてしまう。実験を阻止されたが、ピーター・パーカー/スパイダーマンに重症を負わせた。

## 装備品
グライダー
蝙蝠型のマシンガン付きの無人機である飛行メカ（航空機のグライダーとは別物）で、機体の上に立って操縦する。最高速度は140km/h。機関砲やミサイルなどの武装も搭載している。
グライダーが登場するのは『アメイジング・スパイダーマン』第17号からで、それ以前は箒型の飛行メカを使用していた。
グライダーという名称だが、浮遊装置が組み込まれた飛行マシンであり、実在する一般的なグライダーとは異なる。
パンプキンボム
カボチャ（ジャック・オー・ランタン）型の爆弾で手榴弾。幻覚ガスなどの化学剤を噴き出すタイプもある。
レイザーバット
蝙蝠を模した手裏剣のような武器。

## グリーンゴブリンの派生
ホブゴブリン（Hobgoblin）
グリーンゴブリンの模倣犯。詳細は「ホブゴブリン (マーベル・コミック)」を参照。
ニューゴブリン（New Goblin）
演 - ジェームズ・フランコ / 吹き替え - 鉄野正豊
映画『スパイダーマン3』に登場。前作にて父の仇であるスパイダーマンの正体を知ったハリー・オズボーンが、自らが改良を加えた身体能力増強薬を服用し、最新型のバトルスーツを装着した姿。
ピーターを襲撃するも、ピーターとの戦いの最中で頭を強く打ったことで、父が死ぬ以前から最近までの記憶を失う。これによりスパイダーマン=ピーターへの復讐心が消え、ピーターに対する態度も軟化していったが、ある日、亡き父・ノーマンの亡霊(人格はゴブリン)と邂逅したことで記憶を取り戻し、再びスパイダーマン=ピーターへの憎悪を募らせる。MJ（メリー・ジェーン・ワトソン）を脅してピーターと別れさせたことでピーターの怒りを買い、自宅で彼と戦い敗北する。その際、隙をついてパンプキンボムを投げるが、投げ返されて顔を火傷した。物語の終盤で、「サンドマン」と化したフリント・マルコと、謎の液状生命体「シンビオート」に心身共に侵食され「ヴェノム」と化したエディ・ブロック により囚われたMJ（メリー・ジェーン・ワトソン）の救出に協力してほしいとピーターから頼まれ一度は断るも、オズボーン家の執事であるバーナードから、父・ノーマンの死の真相を知らされたことでスパイダーマン=ピーターに対する誤解が解け、サンドマンとヴェノムに止めを刺されそうになったピーターを援護し、共闘する（エディターズ・カット版では、ピーター、MJ、自分の3人の在りし日の写真を見て、ピーターへの憎悪を捨てる描写になっている）。しかし、ヴェノムの攻撃からピーターを庇ったことで致命傷を負う。騒動の終結後、ピーターとの友情を確認し、彼とMJ（メリー・ジェーン・ワトソン）に看取られながら息を引き取った。
映画撮影の試作段階ではグリーンゴブリンと全く同じデザインだったが、急遽変更された。
スパイダー・ゴブリン（Spider-Goblin）
アニメ『アルティメット・スパイダーマン』に登場。第3シーズン（シーズン3）第62話、第63話、第64話、第65話（第61話、第62話、第63話、第64話）「異次元のスパイダーマン パート1～パート4」であらゆる次元のスパイダーマンのDNAを投与したグリーン・ゴブリンが異形化した姿。背中から2対のクモの足が生えて顎が2つに割れ、体色も暗い緑に変化している。酸性の唾液とクモの足の先端や手首から放つ緑色の糸が武器で、壁や天井に張り付いて移動することも可能となった。スパイダーマンとの交戦中のトラブルで異形化し、スパイダー・ゴブリンを名乗り、クモ糸の射出および酸性の唾液を吐く能力を手に入れた。スパイダーマンの要請を受けたエレクトロによりパワーを吸い取られ元のノーマン・オズボーンに戻り、数年間分の記憶を失い、スパイダーマンの正体に関する記憶も失った。第4シーズン（シーズン4）では息子のハリー・オズボーンと良好な関係を築いており、自作のワクチンを服用したため薬物を投与されてもグリーン・ゴブリンに変身することはなくなった。